# Museo Arqueológico de Durrës
El Museo Arqueológico de Durrës (en albanés: Muzeu Arkeologjik) en Durrës, Albania, inaugurado en 1951, es el museo arqueológico más grande del país. El museo está situado cerca de la playa y al norte del museo están las murallas bizantinas del siglo VI, construidas después de la invasión visigoda del año 481. La rebelión en Albania de 1997 provocó que el museo fuera seriamente dañado y saqueado.

## Colección
La mayor parte del museo consiste en 3204 artefactos  encontrados en el cercano y antiguo sitio de Dirraquio e incluye una extensa colección de los antiguos períodos griego, helenístico y romano. Los artículos más importantes incluyen estelas funerarias romanas y sarcófagos de piedra y una colección de bustos en miniatura de Venus, testimonio de la época en que Durrës era un centro de culto a la diosa.

## Reconstrucción
Para 2010, se esperaba que el Museo Arqueológico de Durrës se sometieraa a una reconstrucción total.  A pesar de la importancia de los objetos arqueológicos, el museo no es una institución independiente y está gestionado por la Dirección Regional de Monumentos de Durrës. El museo cuenta con el apoyo del Instituto Albanés de Arqueología y la Academia de Ciencias y tiene la intención de convertirse en un museo nacional según los arqueólogos como Adi Anastasi y Luan Përzhita, dada la importancia histórica de sus artefactos y su ilustración de rico patrimonio cultural.
El Ministerio de Turismo, Cultura, Juventud y Deportes ha abierto un fondo para dotar al museo de una nueva unidad de investigación, personal científico propio y un laboratorio y un órgano administrativo[6]. Se han identificado problemas en el proceso de reconstrucción, dado que el museo está situado cerca del mar y se enfrenta a la erosión por el contenido de yodo de la sal y la humedad y a la intemperie.

## Reapertura en marzo de 2015
El museo fue reabierto por el primer ministro Edi Rama el 20 de marzo de 2015 después de 4 años de cierre.
El museo está abierto de 9 a 3 de la tarde todos los días de la semana, excepto los lunes.